# François Tristán de Cambón

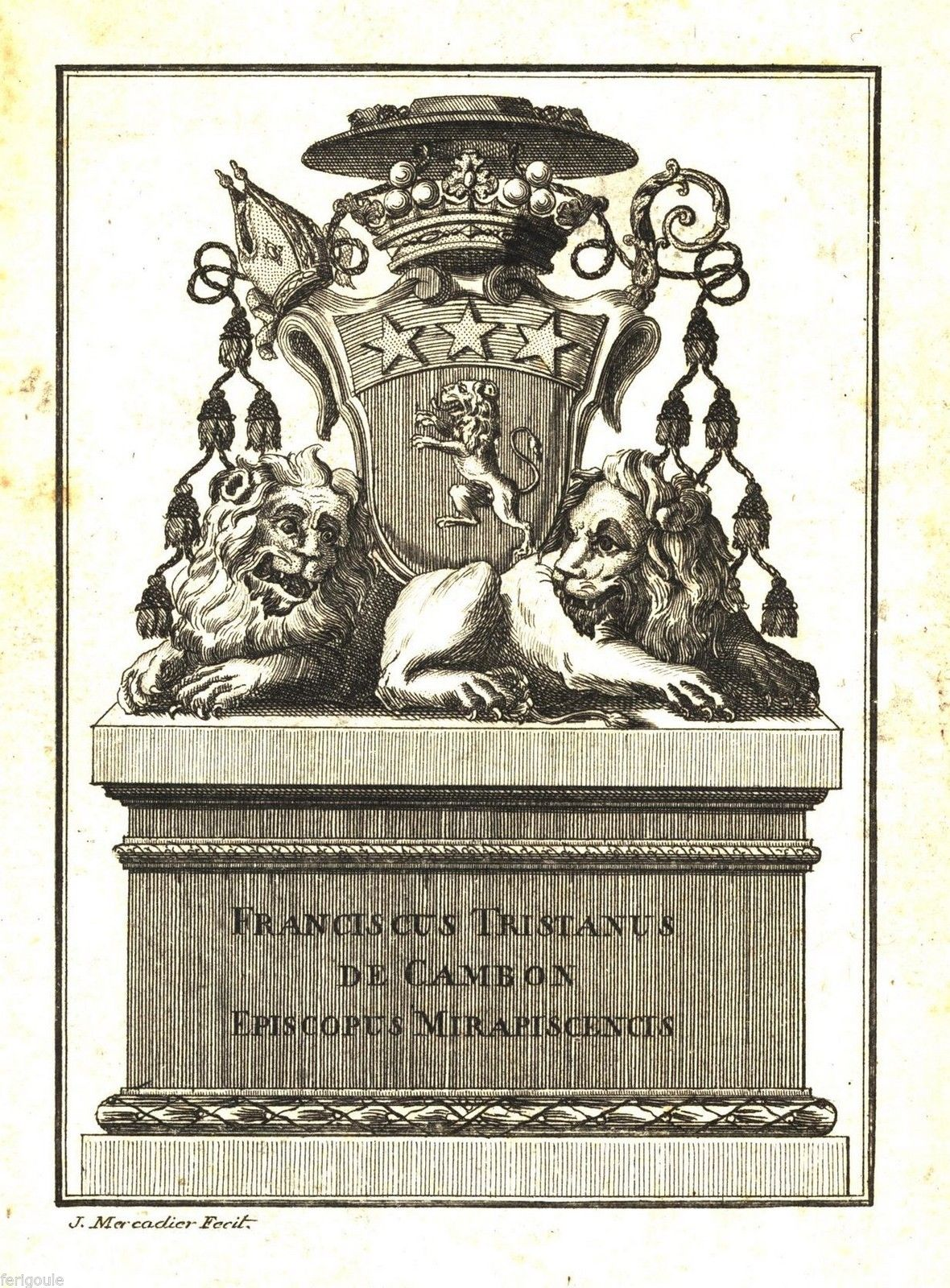
Armes de Mgr de Cambon

 François Tristán de Cambón, né en 1716 à Toulouse et mort en 1791 à Toulouse, est un prélat français du XVIIIe siècle.

## Biographie
François Tristán de Cambón est  conseiller au parlement de Toulouse et vicaire général du diocèse de Mirepoix. Il est nommé évêque de Mirepoix en 1768 et est le dernier évêque de ce diocèse, supprimé en 1790. Cambón est un ardent contre-révolutionnaire jusqu'à sa mort en 1791.
Une contestation s'est élevée en 1776 entre l'évêque de Mirepoix et son chapitre, touchant les réparations de la cathédrale Saint-Maurice.